# Michael McDonald (Leichtathlet)
Michael McDonald (* 17. März 1975 im Saint Mary Parish) ist ein ehemaliger jamaikanischer Leichtathlet, der zwischen 1995 und 2004 bei internationalen Meisterschaften Medaillen mit der 4-mal-400-Meter-Staffel gewinnen konnte.

## Karriere
Bei den Juniorenweltmeisterschaften 1994 in Lissabon siegte McDonald in 45,83 Sekunden im 400-Meter-Lauf, mit der Staffel erhielt er die Silbermedaille. Im darauffolgenden Jahr nahm er erstmals an großen Meisterschaften der Erwachsenenklasse teil. Bei den Leichtathletik-Weltmeisterschaften 1995 in Göteborg gewann er Silber mit der Staffel.
Bei den Olympischen Spielen 1996 in Atlanta schied McDonald in der Einzelentscheidung im Halbfinale aus. Mit der Staffel gewann er Bronze hinter den Staffeln aus den USA und aus dem Vereinigten Königreich. In Paris-Bercy bei den Hallenweltmeisterschaften 1997 gewann er Silber hinter der Staffel aus den USA. Bei den Weltmeisterschaften 1997 in Athen schied er über die 400 Meter erneut im Halbfinale aus, mit der Staffel gewann er Bronze hinter den USA und dem Vereinigten Königreich.
In Kuala Lumpur bei den Commonwealth Games 1998 gewann die jamaikanische Staffel vor England und Wales, da sich die besten Läufer des Vereinigten Königreichs auf die beiden Staffeln aufteilten. Eine weitere Goldmedaille gewann McDonald bei den Panamerikanischen Spielen 1999 mit der Staffel. Einen Monat später bei den Weltmeisterschaften 1999 in Sevilla erhielt die jamaikanische Staffel die Silbermedaille hinter Polen (die siegreichen US-Amerikaner wurden nachträglich wegen Dopings disqualifiziert).
2001 belegte die Staffel bei den Hallenweltmeisterschaften 2001 in Lissabon den vierten Platz hinter Polen, den USA und der russischen Mannschaft. Da der Amerikaner Jerome Young aber wegen Dopings später gesperrt wurde, erhielten die Jamaikaner nachträglich Bronze. 2004 stand McDonald dann noch einmal auf dem Siegerpodest, als er mit der Staffel bei den Hallenweltmeisterschaften in Budapest gewann.
Michael McDonald ist der jüngere Bruder der Leichtathletin Beverly McDonald. Er hatte bei einer Körpergröße von 1,83 m ein Wettkampfgewicht von 85 kg.

### Erfolge mit der Staffel
- 1995 Platz 2 Weltmeisterschaften mit McDonald, Clarke, McFarlane, Haughton
- 1996 Platz 3 Olympische Spiele mit McDonald, Martin, Haughton, Clarke
- 1997 Platz 2 Hallenweltmeisterschaften mit Laird, McDonald, Morgan, Haughton
- 1997 Platz 3 Weltmeisterschaften mit McDonald, Haughton, McFarlane, Clarke
- 1998 Platz 1 Commonwealth Games mit McDonald, Martin, Haughton, Clarke
- 1999 Platz 4 Hallenweltmeisterschaften mit McDonald, McFarlane, Laird, Martin
- 1999 Platz 1 Panamerikanische Spiele mit McDonald, Haughton, McFarlane, Clarke
- 1999 Platz 2 Weltmeisterschaften mit McDonald, Haughton, McFarlane, Clarke
- 2001 Platz 3 Hallenweltmeisterschaften mit McDonald, Clarke, Blackwood, McFarlane
- 2004 Platz 1 Hallenweltmeisterschaften mit Haughton, Colquhoun, McDonald, Clarke

### Bestzeiten
| Disziplin | Zeit           | Ort          | Datum        |
| --------- | -------------- | ------------ | ------------ |
| 200 Meter | 21,08 Sekunden |              | 1996         |
| 400 Meter | 44,64 Sekunden | Mexiko-Stadt | 9. Juni 1996 |